# Xerraire bicolor
El xerraire bicolor (Garrulax bicolor) és una espècie d'ocell de la família dels leiotríquids (Leiothrichidae) que habita el sotabosc a les muntanyes de l'oest de Sumatra, on està amenaçat per la pèrdua d'hàbitat i la captura per al comerç domèstic.